# Manuel del Río
Manuel del Río (Lima, 1791 o 1792 - ib. 27 de mayo de 1853) fue un impresor, economista y político peruano. Como impresor, contribuyó a difundir documentos e ideas fundamentales a favor de la independencia del Perú y de la cimentación de la República Peruana. Como político, desempeñó diversos cargos públicos relacionados con la Cancillería y la Hacienda. Fue varias veces ministro de dichos despachos, en los gobiernos de José de la Mar, Agustín Gamarra y Ramón Castilla; se le recuerda sobre todo cuando fue ministro de Hacienda del primer gobierno de Castilla (1845-1850), por ser el primero en formular el proyecto de un presupuesto general de la República.

## Biografía
Fue hijo del librero e impresor flamenco Guillermo del Río y de la limeña María Manuela de Boza Gonzales de Mendoza (hija de Pedro de Boza y Guerra de la Daga, segundo marqués de Casa Boza). Su padre (originalmente apellidado Beke) había llegado prisionero en un buque corsario inglés y tras ser liberado, castellanizó su nombre y se instaló en Lima, dedicándose al oficio de editor.
Trabajó en la imprenta regentada por su padre, como cajista y repartidor del semanario La Minerva Peruana (1805-1810). También hay constancia de que estudió en el Real Convictorio de San Carlos.
Cuando su padre estableció su taller propio («Imprenta Río»), Manuel le acompañó en la empresa. Ambos firmaron el Acta de Declaración de la Independencia del Perú (1821). Establecido el gobierno independiente, en 1822 obtuvieron el derecho exclusivo de imprimir todos los papeles salidos del Congreso por seis meses. Fue el año en que hubo la mayor actividad del negocio familiar. El nombre de Manuel del Río aparece estampado en diversos trabajos impresos para el gobierno, como la colección de bandos y reglamentos, y en periódicos como El Correo Mercantil, Político y Literario y La Abeja Republicana.
En 1823 se trasladó a Trujillo para vender una imprenta a la municipalidad de dicha ciudad, que fue la primera que hubo en dicha ciudad. Ese mismo año pasó servir en la cancillería, y partió a Chile como secretario de la legación peruana, encabezada por el coronel Juan de Salazar y Carrillo. Ello marcó el fin de su actividad editora y tipográfica.
En 1825 regresó al Perú. Inició entonces una dilatada y exitosa carrera burocrática. En 1826 ascendió a oficial mayor del Ministerio de Gobierno y Relaciones Exteriores. Ejerció como Ministro de Estado de dicho despacho en varias oportunidades, durante los gobiernos de los mariscales José de La Mar (1827 y 1828) y Agustín Gamarra (1832 y 1833). También estuvo a la cabeza del Ministerio de Hacienda (1830, 1832 y 1833).
Fue luego contador de la Contaduría de Valores (1834), oficial mayor del Ministerio de Gobierno (1835) y director de la renta de correos (1835-1836). Fue miembro de la Junta de Crédito Nacional, al frente de la cual estuvo durante la vigencia del Estado Nor-Peruano (1837-1838).
Durante el gobierno restaurador de Gamarra, volvió a ser Ministro de Gobierno y Relaciones Exteriores (1839), y de Hacienda (1841). Y nuevamente, bajo el primer gobierno de Ramón Castilla, desempeñó ambos ministerios.
Fue en el gobierno de Castilla en donde realizó su labor más memorable. Como ministro de Hacienda (1845-1846 y 1846-1849) formuló el primer proyecto de presupuesto general de la República que presentó el 21 de octubre de 1845 a la Cámara de Diputados, correspondiente al bienio 1846-47, pero el Congreso se clausuró al año siguiente sin aprobarlo, lo que no fue óbice para que el gobierno pusiera en práctica dicho presupuesto. Era de 5 963 361 de pesos como egresos y 4 191 800 como ingresos anuales. De esa manera se ordenaron las finanzas públicas, hasta entonces muy descuidadas. El primer presupuesto que contó con la aprobación del Congreso fue el del bienio 1848-49, promulgado en marzo del 1848. En este presupuesto se consideró la cantidad de 5 322 423 como ingresos anuales y de 5 315 310 como egresos anuales. El pliego de ingresos estaba constituido mayoritariamente por el producto de las rentas de las aduanas y la contribución de indígenas.
Otro asunto que mereció la atención del ministro Del Río desde el despacho de Hacienda fue el problema creado por la circulación en territorio peruano de la moneda feble boliviana (es decir, moneda de baja ley), dando las pautas para su solución.
Como Ministro de Gobierno y Relaciones Exteriores (1847) orientó las negociaciones destinadas a regular el comercio con Bolivia.
Su nombre también está ligado con la regulación en el Perú de dos mecanismos de sanción política: la interpelación y la censura. Manuel del Río se hallaba enfrentado con el Congreso. Cuando la Comisión de Hacienda autorizó al gobierno a que abriera un empréstito para cubrir los adeudos a empleados y pensionistas, el diputado por Ica, Pedro de la Quintana, hizo un agregado al proyecto, condicionando la autorización a que el Ejecutivo nombrara a un ministro de Hacienda que reuniese la confianza pública. Quintana propuso también que el parlamento tuviera la potestad de obligar a dimitir a un ministro, aún contra la voluntad del presidente de la República. Esta propuesta fue aprobada en la Cámara de Diputados, pero rechazada en la de Senadores. Viendo que era un obstáculo para una buena relación entre Ejecutivo y Legislativo, Del Río presentó su renuncia (agosto de 1849). El presidente Ramón Castilla, consciente de lo necesario que era mantener una relación cordial con el Congreso, envió un oficio a la Cámara de Diputados, donde reconocía implícitamente la facultad del Legislativo de cuestionar a los ministros. Leyes posteriores se encargaron de reglamentar el voto de censura parlamentario a los ministros.
Luego de su renuncia, Del Río se retiró a la vida privada. Pasó sus últimos años en el olvido y agobiado por las acusaciones de corrupción. Según sus defensores, su vida modesta y su escasa fortuna desmentían a sus detractores. Falleció el 27 de mayo de 1853.